# Radioauftritte von Joan Crawford
Neben ihrer Tätigkeit als Filmschauspielerin wirkte Joan Crawford auch in Radiosendungen als Hörspielsprecherin mit.

## Hintergrund
Auf Anraten ihres zweiten Ehemannes, des Schauspielers Franchot Tone wirkte Joan Crawford ab Mitte der 1930er verstärkt in Radiosendungen mit. Sie versuchte, durch Auftritte in Hörspieladaptionen von bekannten Bühnenstücken und Klassikern wie Nora oder ein Puppenheim ihr Rollenspektrum zu erweitern. Das Filmstudio MGM, bei dem sie unter Vertrag stand, hatte die Schauspielerin in den letzten Jahren hauptsächlich in aufwändig produzierten, inhaltlich jedoch nicht immer anspruchsvollen Romanzen und Dreiecksgeschichten wie In goldenen Ketten eingesetzt. 
Shows wie Lux Radio Theatre etablierten sich ab Mitte der Dekade als festen Bestandteil des Radioprogramms. Es handelte sich dabei um sogenannte anthology shows, die mit jeder Sendung eine andere Geschichte erzählten, statt eine fortlaufende Story als Handlungsstrang aufzuweisen. Das Merkmal dieser Sendungen lag in der Adaption von erfolgreichen Kinofilmen, bei denen die jeweiligen Stars ihre Rollen in der Radioversion wiederholten. Mitunter schafften es die Produzenten sogar, zwei Stars vor das Mikrophon zu holen, die in dieser Kombination bislang nicht auf der Leinwand zu sehen waren. So traten Marlene Dietrich und Clark Gable 1936 in The Legionnaire and the Lady, der Hörspielfassung von Dietrichs erstem US-Erfolg, Marokko, auf. Crawford selber spielte 1939 zum ersten und einzigen Mal an der Seite von Ronald Colman.
Die Produzenten dieser Shows, deren Name in der Regel auf den Sponsor, im Fall des Lux Radio Theatre waren es die Lever Brothers, Hersteller der bekannte Seifenmarke Lux, investierten teilweise hohe Beträge in die Sendungen. Etablierte Hollywoodstars konnten mit Gagen in Höhe von bis zu $ 5.000 rechnen. 
Zu den bekanntesten Radioshows überhaupt gehörte die Ausstrahlung der Hörspielfassung von H. G. Wells Roman Krieg der Welten am 30. Oktober 1938 im Mercury Theatre Radio, bei der Orson Welles Regie führte. Die als Reportage konzipierte Adaption führte in einigen Bereichen der USA zu Panik und Hysterie.  
Das Modell der anthology show wurde zu einem festen Bestandteil aus der Frühzeit des Fernsehens in den USA mit Beispielen wie The Loretta Young Show, Fireside Theatre oder Masterpiece Theatre.

## Radioauftritte im Einzelnen
- 11. Oktober 1935:  Lux Radio Theatre – Within the Law
- 4. Juli 1936: Shell Chateau Program
- 27. Juli 1936: Lux Radio Theatre – Chained
- 27. Oktober 1936: Rupert Hughes’ Caravan Theatre – Elizabeth the Queen von Maxwell Anderson
- 10. Mai 1937: Lux Radio Theatre – Mary of Sotland
- 7. Februar 1938: Lux Radio Theatre – Anna Christie – mit Spencer Tracy als Matt Burke
- 19. Mai 1938: Good News of 1938
- 6. Juni 1938: Lux Radio Theatre – A Doll’s House ( Nora oder ein Puppenheim )
- 20. Oktober 1938: Good News of 1938
- 17. November 1938: Good News of 1938
- 8. Januar 1939: The Screen Guild Theatre
- 7. Mai 1939: Silver Theatre – Train Ride
- 15. Oktober 1939: The Screen Guild Theatre – None Shall Part Us mit Ronald Colman und Lew Ayres
- 2. März 1940: Arch Oboler’s Plays – Baby
- 22. November 1940: Every Man’s Theatre – Two – ein Stück über die letzten Überlebenden nach einem Krieg
- 17. März 1949: The Screen Guild Theatre – Dark Victory
- 2. Juni 1949: Suspense – The Ten Years
- 24. Dezember 1949: The George Fisher Show – Christmas With the Crawfords – Interview mit Joan Crawford und den Kindern am Heiligen Abend
- 17. April 1950: United Nations Radio – Document A/777
- 26. Mai 1950: Screen Director’s Playhouse – Flamingo Road
- 15. Januar 1951: Hollywood Star Playhouse – Statement in Full
- 22. März 1951: Suspense – Three Lethal Words
- 5. April 1951: Screen Director’s Playhouse – The Damned Don’t Cry
- 13. April 1951: The Cancer Show
- 10. Mai 1951: The Screen Guild Theatre – Secret Heart
- 6. Oktober 1951: Stars Over Hollywood – I Knew This Woman
- 1. März 1952: Stars Over Hollywood – When the Police Arrive
- 27. März 1955: Cavalcade of Stars
- 5. Juni 1960: Eternal Light – Message to the World
- 15. November 1962: March of Dimes Recruitment
- 21. Januar 1964: Arthur Godfrey Morning Show